# Burundi

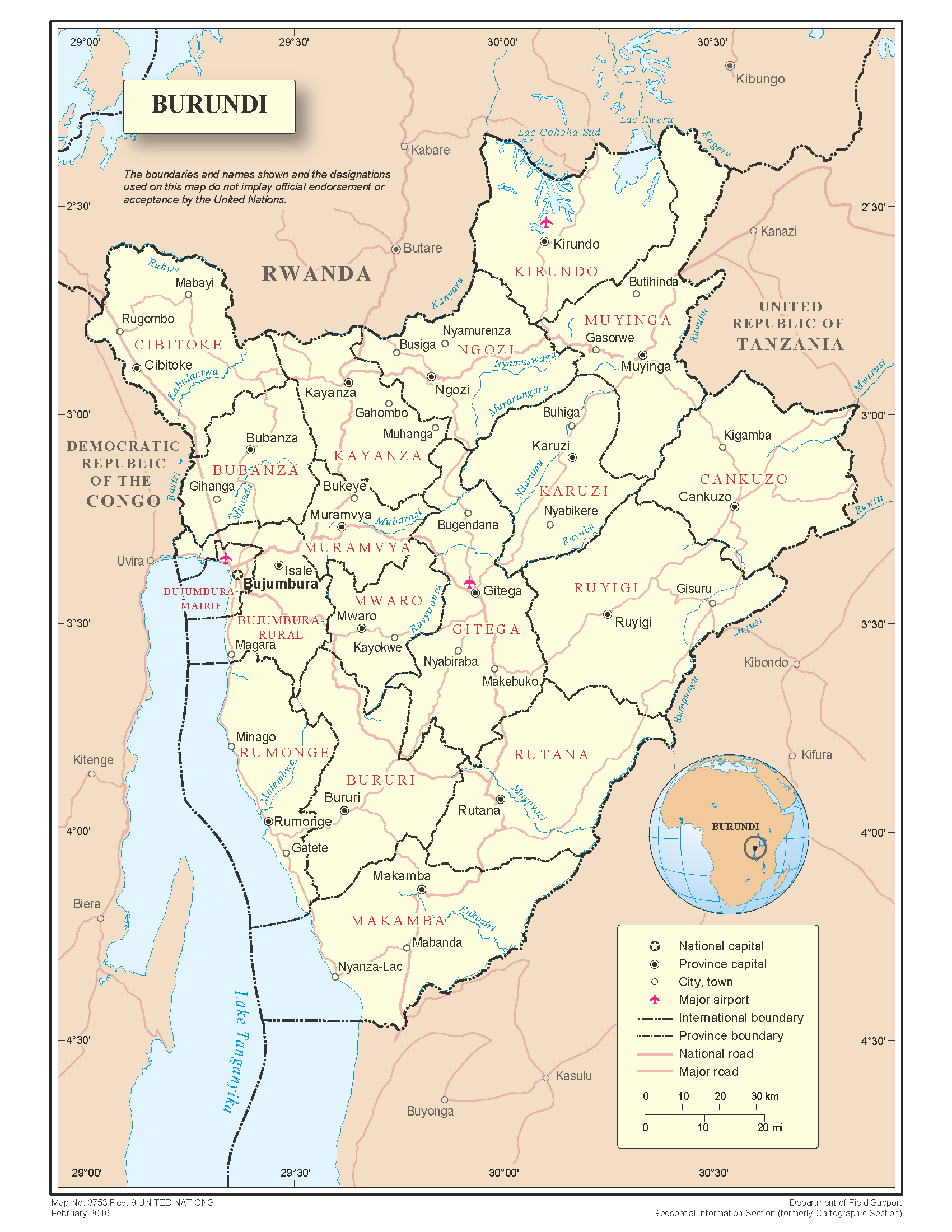
Karte von Burundi (UNO, 2016)

Burundi (deutsch [buˈʁʊndi], französisch [buʁunˈdi], rundisch Republika y’Uburundi) ist ein Binnenstaat in Ostafrika, im Great Rift Valley. Er grenzt im Norden an Ruanda, im Osten an Tansania und im Westen an die Demokratische Republik Kongo und den Tanganjikasee, durch welchen der größte Teil der Grenze zur Demokratischen Republik Kongo führt. Seine Hauptstadt Gitega liegt in der Mitte des Landes. Als eines der flächenmäßig kleinsten Ländern Afrikas, ist es eines der dichtbesiedelsten Länder der Welt. Das Land hat mit einem Bruttoinlandsprodukt (BIP) von schätzungsweise rund 261 US-Dollar pro Kopf (Stand: 2022) das geringste der Welt. In dem von der Landwirtschaft geprägten Land betreiben 90 % der Einwohner Subsistenzwirtschaft. Dreiviertel von ihnen gelten als arm. Wie auch im Nachbarland Ruanda teilt sich die Bevölkerung im Wesentlichen in die größere Gruppe der Hutu (85 %) und die kleinere Gruppe der Tutsi (15 %).
Im 16. Jahrhundert gründeten die zuvor in das Gebiet eingewanderten Tutsi das Königreich Burundi. Ende des 19. Jahrhunderts unterwarf das Deutsche Reich das Königreich und machte es zum Teil seiner Kolonie Deutsch-Ostafrika. Nach dem Ersten Weltkrieg wurde Burundi eine belgische Kolonie und 1962 unabhängig. Nach der Unabhängigkeit kam es regelmäßig zu teilweise gewaltsamen Auseinandersetzungen zwischen Hutu und Tutsi, die in den 1990er Jahren in einem Bürgerkrieg eskalierten. Dem im Jahr 2000 geschlossenen Friedensvertrag folgten 2005 demokratische Wahlen, bei denen Pierre Nkurunziza zum Präsidenten gewählt wurde. Die politischen Spannungen im Land blieben. Anlässlich der Wahl zur dritten Amtszeit von Pierre Nkurunziza kam es 2015 zu gewaltsamen politischen Konflikten mit zahlreichen Toten. Nach dem Tod von Nkurunziza 2020 kam der aktuelle Präsident Evariste Ndayishimiye in sein Amt. Seine Regierung wird von Nicht-Regierungsorganisationen als autoritär bezeichnet. Sie stellen zahlreiche Menschenrechtsverletzungen und mangelnde Pressefreiheit fest.
Burundi ist Mitglied der Vereinten Nationen, der Afrikanischen Union und des Gemeinsamen Marktes für das Östliche und Südliche Afrika.

## Geographie
Burundi ist einer der kleinsten Staaten Afrikas, aber – ebenso wie der nördlich gelegene Nachbarstaat Ruanda – dicht besiedelt. Zwischen dem Victoriasee und dem Tanganjikasee gelegen wird das Land von einem Hochplateau (1400–1800 Meter) durchzogen, das allmählich ansteigt und im Mont Heha mit 2684 Metern seine höchste Erhebung erreicht. Dieses Randgebirge des markanten Ostafrikanischen Grabenbruchs fällt schließlich zum Inneren der durch den Tanganjikasee gefüllten Grabensenke steil ab.

### Klima
Das Klima ist tropisch-wechselfeucht mit zwei Regenzeiten. Die Temperaturen werden durch die Höhenlage gemildert. Niederschlag fällt durchschnittlich 1000 mm im Jahr.

### Gewässer
Der ostafrikanische Binnenstaat ist hydrologisch etwa hälftig in zwei Einzugsgebiete geteilt. Der etwas größere Teil des Landes mit 50,6 % entwässert über den Tanganjikasee in den Kongo beziehungsweise in den Atlantik, der andere Teil über den Kagera und im Weiteren den Nil in das Mittelmeer. Im Gebirge entspringt der Luvironza, der in den Ruvuvu mündet und den längsten und südlichsten Quellfluss des Nil darstellt. Die Nilquelle befindet sich etwa 45 Kilometer östlich des Tanganjikasees zwischen Bururi und Rutana.

### Flora und Fauna
Zur artenreichen Tierwelt zählen Leoparden, Löwen, Paviane, Zebras und Antilopenarten. In den Flüssen leben Krokodile und Flusspferde.
Das hohe Bevölkerungswachstum und die daraus resultierende Übernutzung der Landschaft hat dazu geführt, dass die Lebensräume der ehemals artenreichen Tierwelt stark eingeschränkt oder zerstört wurden. Viele der typischen afrikanischen Tierarten kommen nur noch als Restbestände vor, stehen auf der Roten Liste, oder sind bereits ausgestorben. Auch wäre Burundi fast vollständig von sehr unterschiedlichen und artenreichen Waldgesellschaften bedeckt. Diese wurden zugunsten landwirtschaftlicher Flächen oder zur Holzkohlegewinnung massiv abgeholzt: Allein zwischen 1990 und 2020 verlor Burundi eine Waldfläche von 117.000 ha (40,5 % der Waldbedeckung). Bei Wiederaufforstungsmaßnahmen werden häufig schnellwachsende und nicht einheimische Arten wie Eukalyptus verwendet.

## Bevölkerung

### Demographie
Burundi hatte 2022 12,9 Millionen Einwohner. Das jährliche Bevölkerungswachstum betrug + 2,7 %. Zum Bevölkerungswachstum trug ein Geburtenüberschuss (Geburtenziffer: 34,1 pro 1000 Einwohner vs. Sterbeziffer: 7,3 pro 1000 Einwohner) bei. Die Anzahl der Geburten pro Frau lag 2022 statistisch bei 5,0, die der Region Ost- und Süd-Afrika betrug 4,3. Die Geburtenrate Burundis ist seit 2010 von 6,3 kontinuierlich um insgesamt 20,4 % gesunken. Der Median des Alters der Bevölkerung lag im Jahr 2021 bei 15,6 Jahren. Im Jahr 2023 waren 45,2 Prozent der Bevölkerung unter 15 Jahre, während der Anteil der über 64-Jährigen 2,5 Prozent der Bevölkerung betrug.
Burundi hat eine sehr junge Bevölkerung. 42,67 % der Bevölkerung waren 2023 jünger als 15 Jahre, das Medianalter betrug 17,7 Jahre. Dies liegt an einer sehr hohen Fertilitätsrate von ca. 5 Kindern pro Frau im Jahr 2023, wenngleich diese seit den 1980er Jahren rückläufig ist. Damals lag der Wert noch bei über 7 Kinder pro Frau. Die Bevölkerung wächst mit jährlich über 3 % vergleichsweise stark. Für das Jahr 2050 wird laut der mittleren Bevölkerungsprognose der UN mit einer Bevölkerung von über 25 Millionen gerechnet, womit sich die Bevölkerungszahl mehr als verdoppeln würde.
Die Lebenserwartung der Einwohner Burundis ab der Geburt lag 2022 bei 62 Jahren (Frauen: 63,9, Männer: 60,1). Die Sterblichkeit bei unter 5-Jährigen betrug 2020 54,4 pro 1000 Lebendgeburten.

### Bevölkerungsgruppen
In Burundi gibt es entgegen gängiger Vorstellungen keine verschiedenen Völker oder ethnischen Gruppen der Hutu und Tutsi, sondern ein Volk mit einer Sprache: die Rundi. Sie teilen die Geschichte und Kultur und gehören dem gleichen sozialen und politischen Gefüge an. 85 % zählen sich zu den Hutu, die hauptsächlich die „einfache“, vorwiegend bäuerliche, Bevölkerung sind. Zirka 14 % der Bevölkerung bezeichnen sich als Tutsi, den Rest bilden die Twa (Pygmäen) mit 1 % Einwohneranteil. Im Jahre 2017 waren 2,8 % der Bevölkerung im Ausland geboren. Der größte Teil davon waren Flüchtlinge aus der benachbarten Demokratischen Republik Kongo.

### Sprachen
Die Menschen sprechen als Muttersprache die zu den Bantusprachen gehörende Landessprache Kirundi, die neben Französisch eine der Amtssprachen Burundis ist. Kirundi ist mit der im Nachbarland Ruanda gesprochenen Sprache Kinyarwanda so nah verwandt, dass die beiden Sprachen zuweilen verwechselt werden. In der Zeit des Völkerbundmandates fungierte die Fremdsprache Französisch unter Einbeziehung von Swahili als Sprache der Verwaltung. Swahili diente während der deutschen Kolonialzeit in Burundi als Lingua franca, wurde aber unter belgischer Verwaltung als Unterrichtssprache zugunsten von Kirundi immer weiter zurückgedrängt und verschwand in der postkolonialen Zeit schließlich ganz aus dem Schulunterricht. Entlang des Tanganjikasees und in der Region der ehemaligen Hauptstadt Bujumbura ist sie jedoch immer noch als Verkehrssprache verbreitet.
Im Jahr 2005 erfolgte allerdings in der Sprachpolitik ein Kurswechsel. Dieser sah vor, dass in Zukunft Englisch und Swahili bereits ab dem ersten Schuljahr in der Grundschule unterrichtet werden.
Im August 2014 stimmte die Nationalversammlung einstimmig für Gesetzentwurf zur Einführung von Englisch als Amtssprache in Burundi.
Dieser Gesetzentwurf wurde jedoch vom Präsidenten der Republik nie verkündet.

### Religion
Rund 62 % der Burundier sind Katholiken, 10 % sunnitische Muslime, 5 % Protestanten (vor allem Anglikaner), und 23 % Anhänger afrikanischer Religionen.

## Geschichte

### Monarchie und Kolonialgeschichte
Burundi hat eine jahrhundertealte Geschichte als eigenständige Monarchie, das Königreich Burundi. Am Ende des 19. Jahrhunderts wurde es im Rahmen der Aufteilung Afrikas unter den europäischen Großmächten Deutschland zugeschlagen und zusammen mit Ruanda als Urundi der Kolonie Deutsch-Ostafrika unterstellt. Die Deutschen beschränkten sich auf die indirekte Herrschaft in Gestalt einer Residentur; der deutsche Resident stand ähnlich wie in britischen Protektoraten dem einheimischen Machthaber kontrollierend und beratend gegenüber. Parallel begann die Missionierung, bei der die Katholiken sich durchsetzten. Im Ersten Weltkrieg wurde das Land von belgischen Streitkräften erobert und danach vom Völkerbund Belgien als Teil des Mandatsgebietes Ruanda-Urundi zugesprochen.
1959, während Ruanda-Urundi auf die Unabhängigkeit vorbereitet wurde, kam es zu einem Flüchtlingsstrom von vertriebenen Tutsi aus Ruanda, was in der Folge durch immer wiederkehrende Konflikte im Grenzgebiet auch innerhalb Burundis zu einem verstärkten Rassendenken (vor allem zwischen Tutsi und Hutu) führte. Die politische Geschichte Burundis ist aber auch von massiven Spannungen, Rivalitäten und Auseinandersetzungen zwischen verschiedenen Tutsi-Fraktionen geprägt. Im November 1959 kam es erstmals zu schweren Unruhen zwischen Hutu und Tutsi, die von den Belgiern unterdrückt wurden.

### Nach der Unabhängigkeit

#### Monarchie 1962 bis 1966
Der UPRONA-Gründer und Ganwa-Prinz Louis Rwagasore wurde 1961 Regierungschef und sollte das Land in die Unabhängigkeit führen. Seine Ermordung wenige Wochen nach der Wahl war der Auftakt für jahrzehntelange Machtkämpfe, die jedoch die Unabhängigkeit, die das Königreich Burundi 1962 als konstitutionelle Monarchie unter König Mwambutsa IV. erhielt, nicht verhinderte. Rwagasores Nachfolger, darunter sowohl Hutu als auch Tutsi, wurden gestürzt oder ermordet. Im Oktober 1965 wurde ein Hutu-Aufstand blutig niedergeschlagen; es gab rund 5000 Tote.
1966 stürzte Ministerpräsident Hauptmann Michel Micombero (Tutsi) den erst kurz zuvor selbst durch einen Staatsstreich an die Macht gelangten König Ntare V. Ndizeye und schaffte die Monarchie ab.

#### Regierung von Michel Micombero 1966 bis 1976
Micombero vereinigte die Posten von Staats- und Regierungschef in den nächsten zehn Jahren in seiner Person. In diese Zeit fallen viele Unruhen und Kämpfe zwischen Hutu und Tutsi, wovon sich die schwerwiegendsten 1972 bis 1973 ereigneten; vermutlich zwischen 150.000 und 200.000 Hutu fielen ihnen zum Opfer. Dabei verfolgte die Armee gezielt gut ausgebildete Hutu. Teilweise werden die Tötungsaktionen als „an Völkermord grenzend“ bezeichnet.
Viele Hutu flohen in Nachbarländer, vor allem nach Ruanda und Tansania, aber auch nach Zaire (heute DR Kongo). Sie gründeten dort politische Bewegungen, darunter TABARA, aus der 1980 die PALIPEHUTU hervorging. Diese interpretierte die politischen Konflikte in Burundi rein „ethnisch“ – als Repression gegen Hutu – und optierte für den bewaffneten Kampf. In den Flüchtlingslagern in West-Tansania wurde der bewaffnete Flügel von PALIPEHUTU ausgebildet. Im Laufe der Jahre hatten sich mehrere Parteien mit bewaffneten Flügeln gebildet (vor allem FRODEBU und PALIPEHUTU-FNL, später auch CNDD-FDD), die die Interessen der Hutu zu vertreten beanspruchten. Sie wurden nach und nach in die Verhandlungen einbezogen, soweit sie dazu bereit waren. Aufspaltungen innerhalb der Rebellengruppen erschwerten den Verhandlungsprozess.

#### Putschregierungen, Einheitsregierung, erste Wahlen, blutige ethnische Konflikte 1976 bis 2000
Im Zuge eines Militärputsches gelangte 1976 zunächst Oberst Jean-Baptiste Bagaza (Tutsi), später durch einen neuerlichen Militärputsch 1987 Major Pierre Buyoya (Tutsi) an die Macht. Buyoya suchte anfangs den Ausgleich mit den Hutu. Im August 1988 kam es nach einem Mord an zwei Hutu erneut zu einem Hutu-Aufstand, der abermals niedergeschlagen wurde und 24.000 bis 50.000 Tote forderte. Anschließend wurde eine Einheitsregierung gebildet, die je zur Hälfte aus Tutsi und Hutu bestand. Buyoya ließ 1993 erstmals Wahlen zu, die den Hutu Melchior Ndadaye mit der Partei FRODEBU ins Präsidentenamt brachten. Nach dessen Ermordung im gleichen Jahr, die wiederum von blutigen Ausschreitungen gegen Tutsi wie Hutu und der Flucht von 300.000 Hutu begleitet war, trat sein Parteifreund Cyprien Ntaryamira (Hutu) die Präsidentschaft an. Im selben Jahr wurde die Hutu-dominierte Forces pour la Defense de la Democratie (FDD) gegründet.
Ntaryamira kam bereits 1994 bei einem Attentat auf das Flugzeug des ruandischen Präsidenten Juvénal Habyarimana ums Leben, das den Völkermord in Ruanda auslöste. Sein Nachfolger Sylvestre Ntibantunganya wurde 1996 durch den früheren Präsidenten Buyoya gestürzt.

#### Friedensvertrag von Arusha und Übergangsregierungen 2000 bis 2005
In der Folge kam es zu internationalem Druck auf das Land. Verhandlungen unter Leitung des Südafrikaners Nelson Mandela und des Tansaniers Julius Nyerere brachten im Jahr 2000 den Friedensvertrag von Arusha, der unter anderem den Rebellengruppen der Hutu den Zugang zur Armee öffnete. 2001 wurde eine Übergangsregierung gebildet, der anfangs Buyoya vorstand. Ein Teil der FDD unter Pierre Nkurunziza spaltete sich als CNDD-FDD ab und ging in die Opposition. Vereinbarungsgemäß löste der Hutu Domitien Ndayizeye (FRODEBU) 2003 Präsident Buyoya ab und regierte bis zu den Wahlen 2005.

#### Präsidentschaft Pierre Nkurunziza 2005 bis 2020
2005 wurde Pierre Nkurunziza von beiden Parlamentskammern als Präsident gewählt. 2010 wurde er nach einer Wahlrechtsänderung direkt vom Volk gewählt. Laut Verfassung durfte er 2015 nicht erneut kandidieren, verwies aber darauf, dass seine erste Wahl durch das Parlament und nicht als Direktwahl erfolgt war. Ein Putschversuch am 13. Mai 2015 wurde von der Armee niedergeschlagen; erneut flohen rund 170.000 Menschen ins Ausland. Bei den nachfolgenden Parlaments- und Präsidentenwahlen im Juli, die von der Opposition boykottiert wurden, siegten Nkurunziza und seine Partei. Die Wahlen wurden von Beobachtern als nicht frei und nicht glaubwürdig bewertet.

#### Präsidentschaft Évariste Ndayishimiye seit 2020
Bei den Wahlen im Mai 2020 wurde Évariste Ndayishimiye zum Präsidenten gewählt.

## Politik

### Politisches System
Burundi ist eine Präsidialrepublik, der Präsident ist Staatsoberhaupt und war bis 2020 auch Regierungschef. Von 2005 bis zum 8. Juni 2020 war dies Pierre Nkurunziza, ab dem 9. Juni übernahm Pascal Nyabenda kommissarisch (beide CNDD-FDD). Nkurunziza wurde 2010 und 2015 direkt gewählt, zuvor durch die beiden Parlamentskammern. Der Präsident ernennt zwei Vizepräsidenten. Seit Juni 2020 gibt es wieder einen Premierminister.
Im Juni 2020 starb Nkurunziza im Amt. Bei der Präsidentschaftswahl im Mai 2020 war zuvor sein Parteifreund Évariste Ndayishimiye im ersten Wahlgang als sein Nachfolger gewählt worden; Nkurunzizas Amtszeit hätte im August geendet.
Das Parlament ist ein Zweikammersystem, das aus der Nationalversammlung und dem Senat besteht. Die Legislaturperiode beträgt jeweils fünf Jahre. Die mindestens 100 Mitglieder der Nationalversammlung sind zu mindestens 60 % Hutu, 30 % Tutsi und 30 % Frauen. Mindestens drei Twa-Abgeordnete sind vertreten, weitere Abgeordnete werden zur Erfüllung der Quoren ernannt; seit 2015 gibt es 121 Parlamentarier. In der 2015 gewählten Nationalversammlung hat die CNDD-FDD die absolute Mehrheit. Der Senat besteht aus 36 bis 54 Mitgliedern, 36 Mitglieder werden durch Wahlmänner in den Provinzen gewählt; aus jeder Provinz stammt ein Hutu und ein Tutsi. Weitere Senatsmitglieder können ernannt werden, darunter Frauen, sodass deren Anteil wie in der Nationalversammlung mindestens 30 % beträgt. Ehemalige Präsidenten sind ebenfalls Mitglieder des Senats.
Die Einführung des Frauenwahlrechts begann schon vor der Unabhängigkeit: Allgemeines Wahlrecht erhielten Frauen erstmals für die Kommunalwahlen von 1960. Bereits vor der Unabhängigkeit garantierte das von der belgischen Verwaltung des UN-Trust-Territoriums am 17. August 1961 ausgestellte Legislative Decree of Rwanda-Urundi (L.D.R.U.) N° 02/269 Frauen das allgemeine aktive und passive Wahlrecht auch auf nationaler Ebene. Bei der Unabhängigkeit 1962 wurde es bestätigt.

### Politische Indizes
| Name des Index                     | Indexwert    | Weltweiter Rang | Interpretationshilfe | Jahr |
| ---------------------------------- | ------------ | --------------- | --- | ---- |
| Fragile States Index               | 92,6 von 120 | 24 von 179      | Stabilität des Landes: Alarm 0 = sehr nachhaltig / 120 = sehr alarmierend Rang: 1 = fragilstes Land / 179 = stabilstes Land | 2024 |
| Demokratieindex                    | 2,13 von 10  | 144 von 167     | Autoritäres Regime 0 = autoritäres Regime / 10 = vollständige Demokratie                                                    | 2024 |
| Freedom in the World Index         | 15 von 100   | —               | Freiheitsstatus: unfrei 0 = unfrei / 100 = frei                                                                             | 2024 |
| Rangliste der Pressefreiheit       | 45,4 von 100 | 125 von 180     | Schwierige Lage für die Pressefreiheit 100 = gute Lage / 0 = sehr ernste Lage                                               | 2025 |
| Korruptionswahrnehmungsindex (CPI) | 17 von 100   | 165 von 181     | 0 = sehr korrupt / 100 = sehr sauber                                                                                        | 2024 |

Seit Beginn der Untersuchungen des Demokratieindexes 2006 hat sich die Situation kontinuierlich verschlechtert. Bis 2011 galt Burundi noch als „Hybridregime“. Auch in der Rangliste der Pressefreiheit ist das Land immer weiter abgerutscht. 2002 belegte es hier noch Rang 72, 2020 schließlich Rang 160. Im Fragile States Index gehört Burundi zu den 20 Staaten, die sich in der Dekade 2011–2020 am meisten verschlechtert haben.

### Menschenrechtsverletzungen
Laut Amnesty International sind die Verhältnisse im Bereich des Gerichtswesens problematisch. Folter, willkürliche Verhaftungen und schwere Misshandlungen sind an der Tagesordnung. Human Rights Watch erwähnt in einem Bericht außergerichtliche Hinrichtungen, politisch motivierte Angriffe und Tötungen, die sowohl von Regierungs- als auch Oppositionsseite während und nach den Wahlen von 2010 stattfanden. UNICEF sieht die Situation der Kinder in Burundi als beunruhigend an. Rund 25 % der Kinder zwischen 10 und 14 Jahren verrichten Kinderarbeit. Kinder befinden sich in Gefängnissen und erleben sexualisierte und geschlechtsspezifische Gewalt. Die Ausbeutung und der Missbrauch von Straßenkindern, Waisen und behinderten Kindern zur Prostitution, Knechtschaft und als Kindersoldaten stellen eine große Herausforderung dar.
Seit 2008 steht Homosexualität unter Strafe. Aufgrund des neuen Strafgesetzes wird Homosexualität nun mit einer Haftstrafe zwischen drei Monaten und zwei Jahren oder einer Geldstrafe zwischen 50.000 und 100.000 BIF (Gegenwert rund 25–50 Euro) geahndet. Zahlreiche Menschenrechtsorganisationen versuchen mit Aktionen auf die Situation aufmerksam zu machen, darunter auch Human Rights Watch mit der Aktion „Forbidden – Gays and Lesbians in Burundi“.
Im Zusammenhang mit den Kämpfen seit der zweiten Jahreshälfte 2015 kam es insbesondere in der ehemaligen Hauptstadt Bujumbura wiederholt zu schweren Verletzungen sowie Todesfällen in den Reihen der Oppositionellen, regierungskritischen Journalisten und Menschenrechtsaktivisten. Internationalen Medien zufolge handele es sich dabei um gezielte Hinrichtungen durch die Polizei, UN-Sprecher Stéphane Dujarric sprach von standrechtlichen Erschießungen.
Im Oktober 2015 informierte der US-Präsident Barack Obama den Kongress, dass er Burundi aufgrund der bestehenden politischen Krise im Land vom African Growth and Opportunity Act (AGOA) ausschließen werde. Er sprach ferner von Morden, außergerichtlichen Hinrichtungen, willkürlichen Festnahmen und Folter. Am 22. November 2015 unterzeichnete Obama die Executive Order 13712. Sie trug den Titel: Blocking Property of Certain Persons Contributing to the Situation in Burundi. Bereits im März 2015 bekräftigte die Europäische Union ihren Standpunkt zur Lage in Burundi. Demgemäß sei die EU der Ansicht, dass eine unvergängliche politische Lösung nur durch einen Dialog und einen daraus hervorgehenden Konsens unter Achtung des Arusha-Abkommens und der Verfassung Burundis gefunden werden kann. Am 18. Mai 2016 verurteilte der Rat der Europäischen Union den versuchten Staatsstreich in Burundi, gleichzeitig brachte der Rat seine tiefe Besorgnis angesichts der Lage in Burundi zum Ausdruck. Am 22. Juni 2015 äußerte sich der Rat besorgt über die Zahl der Opfer und der bekannt gewordenen Fälle schwerer Menschenrechtsverletzungen seit Beginn der Krise. Außerdem bekräftigte der Rat seine Entschlossenheit gegenüber restriktiven Maßnahmen. Am 29. Juni 2015 berichtete der Hochkommissar der Vereinten Nationen für Flüchtlinge (UNHCR), dass zahlreiche UNHCR-Büros in den Nachbarländern einen Anstieg an burundischen Flüchtlingen feststellten. Bis Juni 2015 hatten sich den Angaben von UNHCR zufolge 127.000 Menschen in den Nachbarländern Uganda, Tansania, Ruanda und in der Demokratischen Republik Kongo als Flüchtlinge registriert. Am 1. Oktober 2015 nahm der Rat den Beschluss (GASP) 2015/1763 an. Durch den Beschluss wurden die Personen:
- Godefroid Bizimana, Stellvertretender Generaldirektor der Nationalpolizei
- Gervais Ndirakobuca, Kabinettschef der Präsidialverwaltung
- Mathias/Joseph Niyonzima, Beamter des Nationalen Nachrichtendienstes
- Léonard Ngendakumana, ehemaliger „Chargé de Missions de la Présidence“ und ehemaliger General des Heeres

von dem Rat der Europäischen Union sanktioniert. Am 29. September 2016 verlängerte der Rat die restriktiven Maßnahmen der EU gegen Burundi bis zum 31. Oktober 2017.
Im April 2016 berichtete der Hochkommissar der Vereinten Nationen für Flüchtlinge (UNHCR), dass seit Beginn der Krise in Burundi annähernd 260.000 Menschen in umliegende Länder geflohen sind. Tansania nahm die meisten Flüchtlinge auf. Der größte Teil von ihnen lebt im Camp Nyarugusu in der Region Kigoma, etwa 150 km vom Tanganjikasee entfernt. Gegenwärtig wird es aufgrund der hohen Anzahl an Flüchtlingen als größtes Flüchtlingscamp der Welt bezeichnet. Die Menschen, die nach Ruanda geflohen sind, leben größtenteils im Camp Mahama.
Einen ausführlichen, 261 Seiten langen Bericht über die fortwährende Verletzung von Menschenrechten und über Verbrechen gegen die Menschlichkeit in Burundi (Rapport final détaillé de la Commission d’enquête sur le Burundi) legte die vom UN-Menschenrechtsrat eingesetzte Commission d’enquête sur le Burundi im September 2018 vor. Der Bericht schildert unter anderem die Verbrechen der von der Regierung gegen missliebige Personen eingesetzten „Imbonerakure“-Miliz. Als Reaktion auf den Bericht kündigte die burundische Regierung die Zulassung aller im Lande tätigen Nichtregierungsorganisationen – mit Ausnahme derjenigen, die Krankenhäuser oder Schulen unterhalten.
Im Oktober 2016 leitete Burundi den Austritt nach Artikel 127 des Römischen Statutes aus dem Internationalen Strafgerichtshof ein. Am 27. Oktober 2017 verließ Burundi als erster Staat das Weltstrafgericht. Trotz des Austritts wird das Gericht eine im April 2016 begonnene Untersuchung zu möglichen Kriegsverbrechen fortsetzen.

### Militär
Die Streitkräfte Burundis (Force de défense nationale) haben eine Stärke von 20.000 Mann. Dazu kommen paramilitärische Einheiten mit einer Personalstärke von 30.000 Mann. Burundi gab 2017 knapp zwei Prozent seiner Wirtschaftsleistung oder 64 Millionen US-Dollar für seine Streitkräfte aus.

### Verwaltungsgliederung

Provinzen von Burundi

Burundi gliedert sich in 18 Provinzen, die nach ihren Hauptstädten benannt sind. Hauptstadt der Provinzen Bujumbura Mairie und Bujumbura Rural ist jeweils Bujumbura.
Im Dezember 2018 beschloss die Regierung, die politische Hauptstadt des Landes in die zentral gelegene ehemalige Königsstadt Gitega zu verlegen.
Die Provinzen teilen sich in 116 Distrikte (communes), diese wiederum sind in Collines (Hügel) unterteilt. Die ehemalige Hauptstadt Bujumbura (entspricht der Provinz Bujumbura Mairie) gliedert sich in 13 Stadtteile. Die Provinzen sind:
- Bubanza
- Bujumbura Mairie
- Bujumbura Rural
- Bururi
- Cankuzo
- Cibitoke
- Gitega
- Karuzi
- Kayanza
- Kirundo
- Makamba
- Muramvya
- Muyinga
- Mwaro
- Ngozi
- Rumonge
- Rutana
- Ruyigi

## Wirtschaft
Burundi ist laut Welthunger-Index zur Lage in den letzten 25 Jahren das ärmste Land der Welt. 42,6 % der Bevölkerung hungern.
In einem Welthungerindex der Welthungerhilfe steht Burundi an letzter Stelle unter 119 Entwicklungsländern und osteuropäischen Transformationsstaaten. Gründe für den Hunger sind Kriegsfolgen, Übernutzung der Böden, hohe Bevölkerungsdichte und der damit verbundene Landmangel. Letzterer wird durch die Rückkehr von Flüchtlingen noch verschärft.
Seit Kriegsende setzt eine gewisse wirtschaftliche Erholung ein und auch die Indikatoren sozialer Entwicklung verbessern sich langsam. Laut dem Index der menschlichen Entwicklung 2023/24 der Vereinten Nationen liegt Burundi auf Platz 187 von 193 ausgewerteten Ländern, seine Armutsquote ist mit über 70 Prozent extrem hoch.
| Jahr                                    | 2010   | 2015   | 2016   | 2017   | 2018   | 2019    | 2020    | 2021    | 2022    | 2023    |
| --------------------------------------- | ------ | ------ | ------ | ------ | ------ | ------- | ------- | ------- | ------- | ------- |
| BIP in USD (Kaufkraftparität)           | 7 Mrd. | 9 Mrd. | 9 Mrd. | 9 Mrd. | 9 Mrd. | 10 Mrd. | 10 Mrd. | 11 Mrd. | 12 Mrd. | 13 Mrd. |
| BIP pro Kopf in USD (Kaufkraftparität)  | 784    | 836    | 813    | 806    | 798    | 828     | 836     | 887     | 939     | 970     |
| BIP-Wachstum (real)                     | 5,1 %  | −3,9 % | −0,6 % | 0,5 %  | 1,6 %  | 1,8 %   | 0,3 %   | 3,1 %   | 1,8 %   | 2,7 %   |
| Inflation (in Prozent)                  | 6,5 %  | 5,6 %  | 5,5 %  | 16,6 % | −2,8 % | −0,7 %  | 7,3 %   | 8,3 %   | 18,9 %  | 27,0 %  |
| Staatsverschuldung (in Prozent des BIP) | 47 %   | 40 %   | 46 %   | 47 %   | 53 %   | 60 %    | 66 %    | 67 %    | 68 %    | 62 %    |

### Landwirtschaft

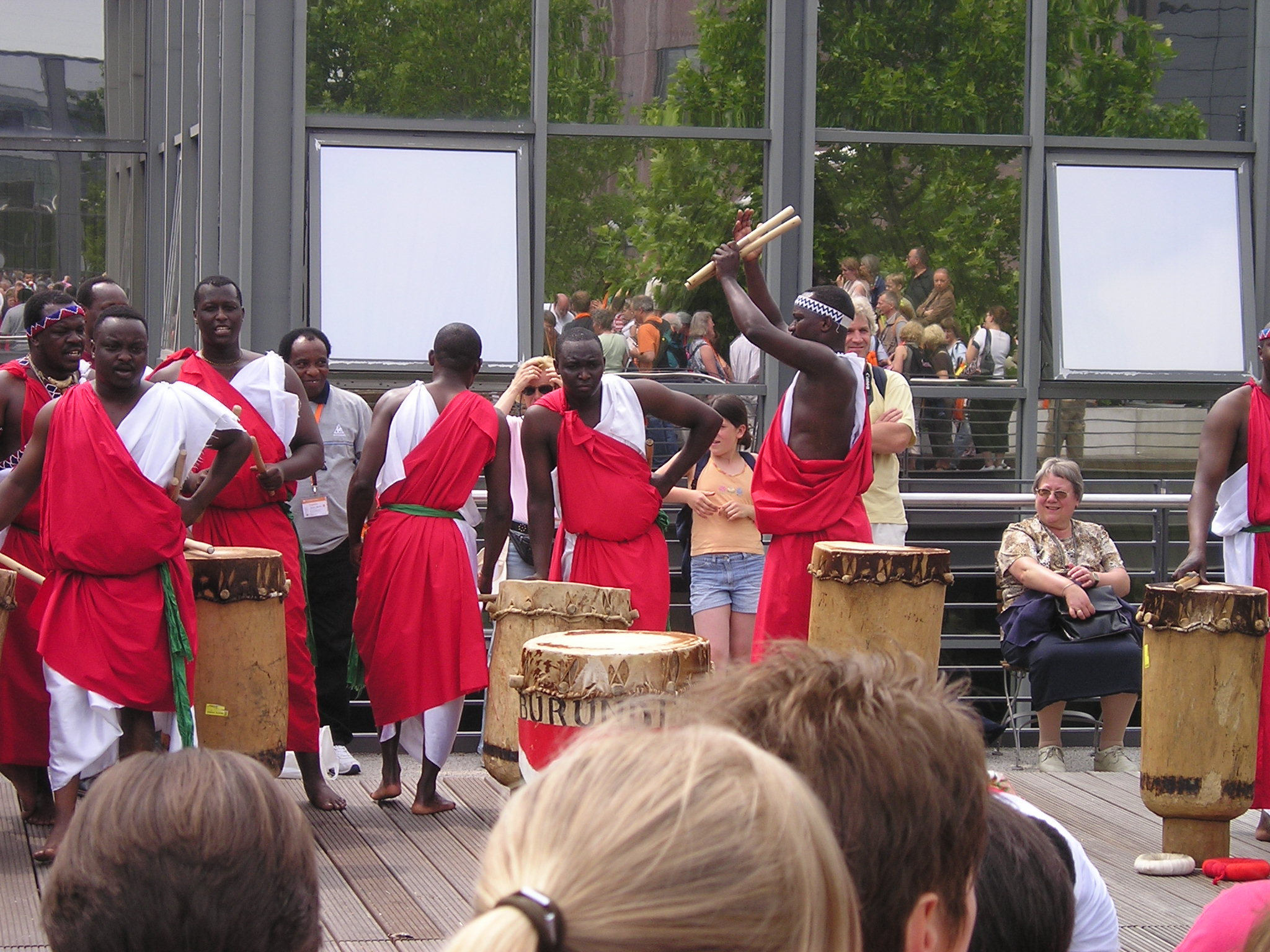
Irembo-Trommler aus Burundi

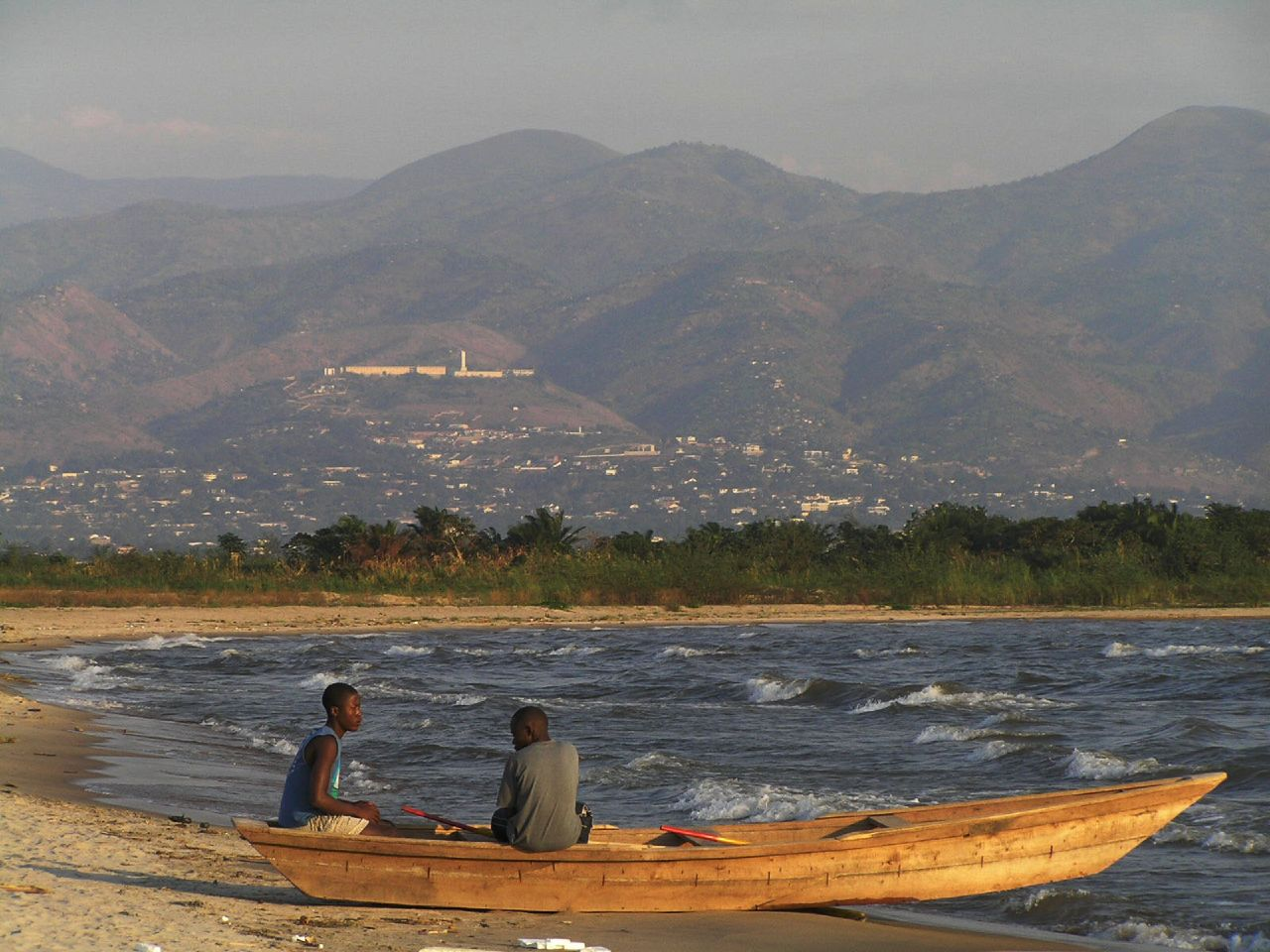
Fischer am Tanganjikasee

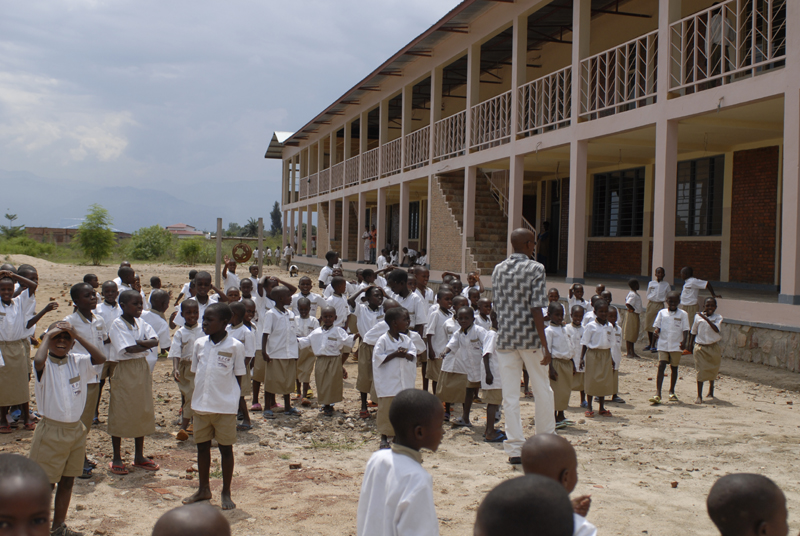
Carolus Magnus Schule. Diese Schule wurde mitfinanziert aus Geldern der Kampagne „Dein Tag für Afrika“.

Burundi ist ein typisches Agrarland. Der Lebensunterhalt von etwa 85 % der Einwohner ist von der Landwirtschaft abhängig. Angebaut werden vor allem Bananen, Maniok, Mais, Süßkartoffeln, Reis und Gemüse, aber auch Hirse ist ein wichtiges Anbauprodukt. Für den Export werden insbesondere Kaffee und Tee angebaut. Kaffee hatte 1997 mit 78,5 % der Exporte den größten Anteil. Unter den niedrigen Weltmarkt-Kaffeepreisen der letzten Jahre litt Burundi sehr stark.
Burundi hat einen relativ hohen Viehbestand, doch ist die Produktivität und die Verwertbarkeit gering. Exportiert werden lediglich Häute und Felle von Rindern, Ziegen und Schafen. Fischerei ist vor allem auf dem Tanganjikasee möglich; dem Fischfang kommt angesichts des großen Mangels an eiweißhaltiger Nahrung große Bedeutung zu.

### Bodenschätze
Bodenschätze sind vor allem Nickel, Kobalt, Uran, Kupfer, Platin, Vanadium, Gold, Zinn, Kaolin, Niob, Tantal, Wolfram und Kalk.

### Energie
2018 hatten lediglich 11 % der Bevölkerung Zugang zu Elektrizität, was dem weltweit niedrigsten Wert entspricht. In den Städten hatte knapp die Hälfte der Personen Zugang zu Strom, während es auf dem Land nur 1,6 % waren. Demzufolge hat Burundi auch einen sehr niedrigen Energieverbrauch pro Kopf.

### Staatshaushalt
Der Staatshaushalt umfasste 2016 Ausgaben von umgerechnet 657 Mio. US-Dollar, dem standen Einnahmen von umgerechnet 525 Mio. US-Dollar gegenüber. Daraus ergibt sich ein Haushaltsdefizit in Höhe von 4,2 % des BIP. Die Staatsverschuldung betrug 2002 1,366 Mrd. US-Dollar oder 234 % des BIP, seitdem wurden dem Land große Teile der Staatsschulden erlassen. 2016 lag die Staatsverschuldung bei 47,2 % des BIP.

## Verkehr und Infrastruktur

### Schienenverkehr
Gegenwärtig gibt es in Burundi keinen Schienenverkehr.
Zur Geschichte siehe:
Hauptartikel: Schienenverkehr in Burundi

### Straßenverkehr
Das gesamte Straßennetz umfasste 2016 etwa 12.322 km, wovon 1500 km asphaltiert sind.
Ein erheblicher Teil des Warentransports wird mit Fahrradkurieren durchgeführt, teilweise mit Lasten bis 200 kg. Das „Anhängen“ an PKW und Lastwagen ist weit verbreitet. Dadurch und durch den schlechten technischen Zustand der Fahrräder gibt es viele Unfälle.

### Internet
Im Jahr 2022 nutzten 11,3 Prozent der Einwohner Burundis das Internet.

## Kultur
Die Geschichte und die Traditionen Burundis sind in einer Vielzahl an Sprichwörtern, Gedichten und Fabeln enthalten, die durch mündliche Überlieferung durch die Generationen weitergegeben werden.
Übergangsriten bestimmen etliche Abläufe. Neugeborene werden nach einer Woche mit einer „Ujusohor-Zeremonie“ in die Familie eingeführt. Sie erhalten erst mit zwei Jahren ihren Namen.

### Musik und Tanz
Musik wird in Burundi als Teil des Alltags und natürlich auch als Bestandteil der Zeremonien und Feste hoch geschätzt.
Die „Maîtres Tambours du Burundi“ („Meistertrommler von Burundi“) begeistern die Zuhörer mit landestypischen Rhythmen. Dabei ist der königliche Tanz der Trommeln hervorzuheben, ein traditionelles rituelles Ereignis, zu dem eine große Trommlergruppe – immer in ungerader Anzahl – zusammenkommt, spielt, tanzt und singt, um die Ahnen zu erwecken und böse Geister auszutreiben. Es wird bei großen Festen oder Empfängen wichtiger Besucher aufgeführt und gilt als fundamentaler Teil des burundischen Erbes und seiner Identität.
2012 wurde Der rituelle Tanz der königlichen Trommel von der UNESCO in die Repräsentative Liste des immateriellen Kulturerbes der Menschheit aufgenommen.

### Sport
Der Nationalsport ist Fußball.
Das Nationale Paralympische Komitee Burundis wurde 1996 gegründet. An den Paralympischen Sommerspielen nahm Burundi erstmals 2008 in Peking mit drei Leichtathleten teil. Auch an die nachfolgenden Paralympics bis einschließlich 2024 wurde jeweils eine kleine Delegation entsendet, jedoch blieb ein Medaillenerfolg bisher aus. Special Olympics Burundi wurde 2018 gegründet und nahm mehrmals an Special Olympics Weltspielen teil.

### Landeseigene Links
- Présidence de la République. Präsidentenamt der Republik Burundi, auf www.presidence.gov.bi (französisch)
- Assemblée Nationale du Burundi. Nationalversammlung der Republik Burundi, auf www.assemblee.bi (französisch, englisch, Swahili)
- Symboles Nationaux. Nationalsymbole der Republik Burundi, auf www.presidence.gov.bi (französisch)
- Botschaft der Republik Burundi. in der Bundesrepublik Deutschland (englisch)

### Landesprofil bei Ministerien deutschsprachiger Staaten
- Auswärtiges Amt (D): Burundi. Auf auswaertiges-amt.de.
- Bundesministerium für europäische und internationale Angelegenheiten (A): Länderspezifische Reiseinformation: Burundi (Republik Burundi). Auf bmeia.gv.at.
- Eidgenössisches Departement für auswärtige Angelegenheiten (CH): Burundi. Auf eda.admin.ch.

### Internationale Links
- United Nations: United Nations Statistics Division. Burundi. Auf data.un.org (englisch).
- The World Bank: Countries. Burundi. Auf worldbank.org (englisch).
- US-Government: CIA World Fact Book. Burundi. Auf cia.gov (englisch).
- Electoral Institute for Sustainable Democracy in Africa: African Democracy Encyclopaedia Project: Burundi. Auf eisa.org (englisch).
- WHO: Burundi. Auf afro.who.int (englisch).
- Welternährungsprogramm der Vereinten Nationen: Burundi. Auf wfp.org (englisch).
- UNHCR: Burundi. Auf unhcr.org (englisch).
- Minority Rights Group International: Burundi. Auf minorityrights.org (englisch).
- UNCTAD: Catalogue of Diversification Opportunities 2022. Burundi. Auf unctad.org (PDF, englisch).

### Weitere Links
- Burundi country profile auf BBC News (englisch)